# Altavilla (Morat)
Altavilla (toponimo tedesco, già Altenfüllen; in francese Hauteville, desueto) è una frazione del comune svizzero di Morat, nel Canton Friburgo (distretto di Lac).

## Storia

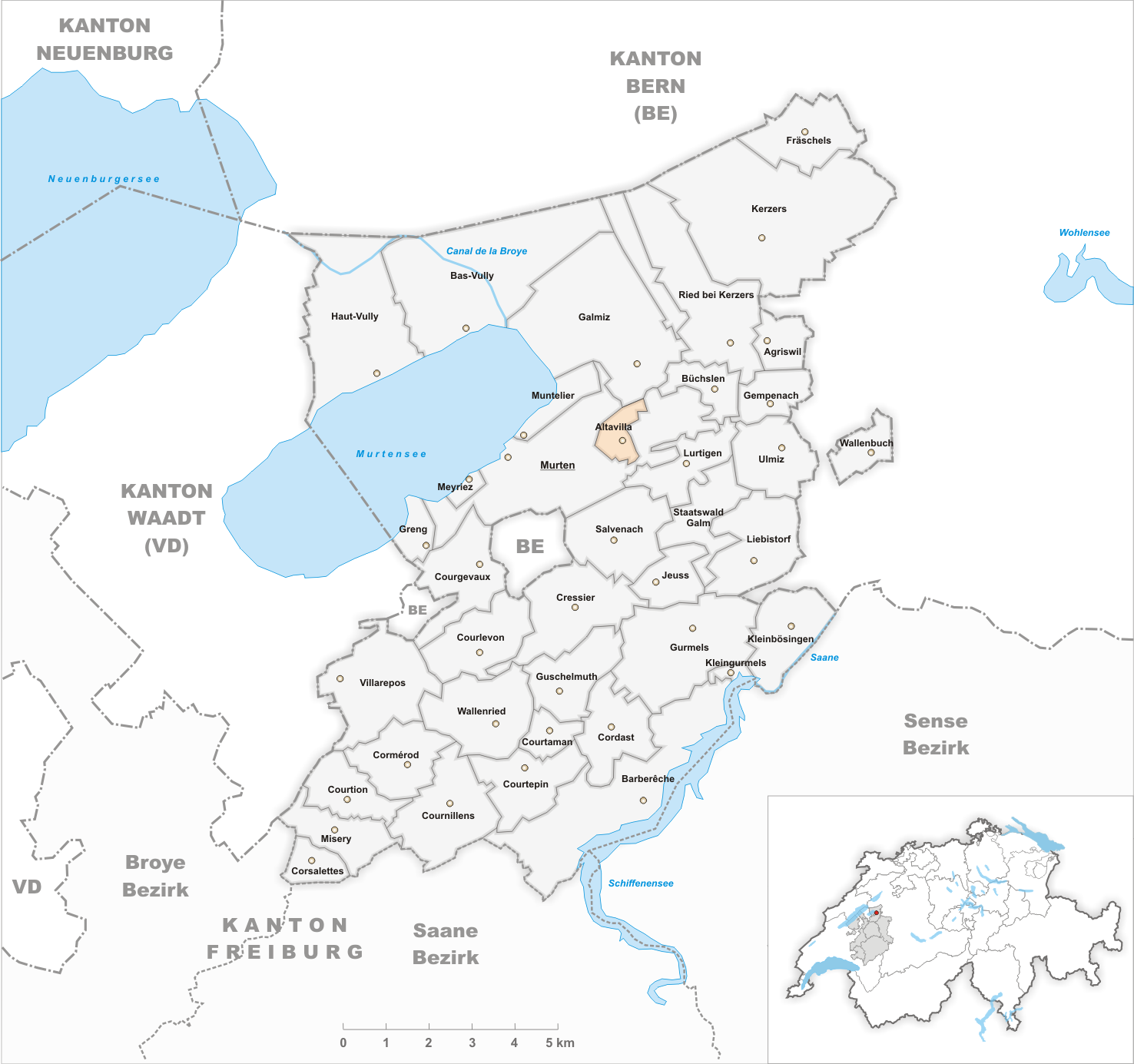
Il territorio del comune di Altavilla prima degli accorpamenti comunali del 1991

Già comune autonomo, nel 1991 è stato accorpato a Morat.

## Società

### Evoluzione demografica
L'evoluzione demografica è riportata nella seguente tabella:
Abitanti censiti

## Amministrazione
Ogni famiglia originaria del luogo fa parte del comune patriziale che ha la responsabilità della manutenzione di ogni bene comune.